# Itholoke
Itholoke est une ville du Botswana.